# Nymphalis tezukae
Nymphalis tezukae är en fjärilsart som beskrevs av Yagi 1922. Nymphalis tezukae ingår i släktet Nymphalis och familjen praktfjärilar. Inga underarter finns listade i Catalogue of Life.